# Harry (serie televisiva)
Harry è una serie televisiva neozelandese di genere poliziesco e drammatico, per la regia di Martin Stellman.

## Trama
La storia segue le vicende di Harry, poliziotto che torna in servizio dopo il suicidio della moglie per risolvere un caso di duplice omicidio. Il caso, però, si rivela più complesso del previsto e si lega al commercio di droga. La pressione del caso rischia di compromettere l'equilibrio già scosso del poliziotto.

## Personaggi e interpreti
- Jim 'Stocks' Stockton (stagioni 1), interpretato da Sam Neill, è il capo di Harry, una sorta di mentore che tenta di aiutarlo a rientrare al lavoro.
- Harry Anglesea (stagioni 1), interpretato da Oscar Kightley, è il poliziotto che cerca di risolvere il caso e, contemporaneamente, fare ordine nella sua vita.